# 奧地利禁室亂倫案
奧地利禁室亂倫案或稱奧地利獸父案（弗里茨案），是於2008年2月19日的奧地利下奧地利州阿姆施泰滕揭發的一位婦人伊麗莎白·弗里茨被其父親約瑟夫·弗里茨迷姦、綁票、非法禁錮、再性侵害達24年的刑事罪案。

## 伊麗莎白·弗里茨
事件中的主要受害人伊麗莎白·弗里茨（德語：Elisabeth Fritzl）未婚，產有7名子女，其中一名出世不久後夭折。因為亂倫事件，医生对孩子进行的脫氧核糖核酸親子檢驗的结果，已經被媒體報道，并確认為屬於伊麗莎白·弗里茨的父親約瑟夫·弗里茨所生。

## 約瑟夫·弗里茨
事件中的罪犯約瑟夫·弗里茨生於1935年。於東窗事發前，大部份鄰居都覺得約瑟夫性格不錯，是位「好爸爸」及「好好先生」。

## 事發經過
事件揭發時為2008年2月，當時的伊麗莎白已經42歲。根據報道，伊麗莎白自11歲起就開始被父親性侵，她曾經兩度嘗試離家出走，然而未遂。於1984年8月28日，伊麗莎白第3次欲出走時被父親用麻醉藥迷暈，鎖上手銬並且禁錮於地牢內。
被禁錮多年來，伊麗莎白誕下了7名子女，當中的一對雙胞胎中有一個夭折，被丟進後園處用火爐燒掉。有3名子女自出生以來一直與她一同被困在地牢內，不見天日。至於另外3名子女，則由其父親透過「正式途徑」收養。
伊麗莎白的母親多年來都不知道女兒的遭遇，還以為她是自願地離家出走，因為她曾經收過女兒的一封信，讓父母不要找尋她。
2008年2月19日，弗里茨把伊麗莎白的19歲長女克斯廷送到醫院，宣稱是被失蹤的伊麗莎白撇下的。克斯廷被送到醫院時昏迷，醫生發現她罹患罕見重病，要求警方找尋其生母提供病史資料，因而揭發事件。

## 判決
约瑟夫·弗里茨認罪，被判決終身監禁。

## 事後
奧地利當局在事後曾將該房屋充公變賣，惟一直無人問津。2015年9月，當局打算將該屋改作難民屋，安置難民，但遭居民反對。事件當事的大宅地窖，已於2013年被填平。
2021年電影《地牢女孩》即以本次事件改編。

## 外部參考
- 奧地利獸父遭小姨指如「暴君」 蘋果動新聞 2008年5月5日